# Vilmos Zombori
Vilmos Zombori, noto anche come William Zombory (Timișoara, 11 gennaio 1906 – 17 gennaio 1993), è stato un calciatore rumeno, di ruolo portiere.

## Palmarès

### Club

#### Competizioni nazionali
- Campionato rumeno: 5

Chinezul Timișoara: 1926-1927
Ripensia Timișoara: 1932-1933, 1934-1935, 1935-1936, 1937-1938
- Coppa di Romania: 2

Ripensia Timișoara: 1933-1934, 1935-1936